# Stictoponera
Stictoponera (лат.) — род муравьёв подсемейства Ectatomminae.

## Описание
Затылочная доля присутствует. Булава усиков отсутствует. Формула щупиков 3,2. Пронотум обычно не вооружен, иногда с плечевыми выступами. Мезонотум не выдается, образуя непрерывную линию с проподеумом, разделенную поперечным швом. Проподеальный шов отсутствует или слабо вдавлен, никогда не прерывается дорсальную мезосомальную скульптуру. Проподеальное дыхальце овальной или округлой и отделено от наклоненной поверхности проподеума на расстояние больше, чем его диаметр. Вершина передней голени без прочного шипика вблизи основания стригиля; вершины средних и задних голеней с двумя шпорами; верх задних тазиков часто с лопастью или шипом. Усики рабочих и самок 12-члениковые. Жало развито.

## Распространение
Индо-Австралия.

## Систематика
Включает около 40 видов, которых ранее с 1958 года включали в состав рода Gnamptogenys. В 2022 году род Gnamptogenys был разделён на несколько: Alfaria + Gnamptogenys + Holcoponera + Poneracantha + Stictoponera. В состав Stictoponera вошли виды из бывших видовых групп coxalis, laevior и taivanensis из рода Gnamptogenys.
- Stictoponera bicolor
- Stictoponera biloba
- Stictoponera binghamii
- Stictoponera biroi
- Stictoponera bulbopila
- Stictoponera chapmani
- Stictoponera coccina
- Stictoponera coxalis
- Stictoponera crassicornis
- Stictoponera delta
- Stictoponera dentihumera
- Stictoponera fistulosa
- Stictoponera fontana
- Stictoponera gabata
- Stictoponera gastrodeia
- Stictoponera grammodes
- Stictoponera helisa
- Stictoponera hyalina
- Stictoponera lacunosa
- Stictoponera laevior
- Stictoponera lattkei
- Stictoponera leiolabia
- Stictoponera macretes
- Stictoponera meghalaya
- Stictoponera menadensis
- Stictoponera nanlingensis
- Stictoponera niuguinensis
- Stictoponera ortostoma
- Stictoponera palamala
- Stictoponera panda
- Stictoponera paso
- Stictoponera pertusa
- Stictoponera polytreta
- Stictoponera posteropsis
- Stictoponera quadrutinodules
- Stictoponera rugodens
- Stictoponera scalpta
- Stictoponera sichuanensis
- Stictoponera sinensis
- Stictoponera sinhala
- Stictoponera taivanensis
- Stictoponera toronates
- Stictoponera treta